# Dichroma
Dichroma is een geslacht van vlinders van de familie spanners (Geometridae), uit de onderfamilie Geometrinae.

## Soorten
- D. equestralis Duncan & Westwood, 1841
- D. equestrinaria Guenée, 1858